# Novoandriivka, Pervomaisk
Novoandriivka (în ucraineană Новоандріївка) este un sat în comuna Poltavka din raionul Pervomaisk, regiunea Mîkolaiiv, Ucraina.

## Demografie
Componența lingvistică a localității Novoandriivka
     Ucraineană (95,12%)
     Rusă (3,25%)
     Română (1,63%)
Conform recensământului din 2001, majoritatea populației localității Novoandriivka era vorbitoare de ucraineană (95,12%), existând în minoritate și vorbitori de rusă (3,25%) și română (1,63%).